# Megumi Murakami
Megumi Murakami (村上 愛 Murakami Megumi?, Prefectura de Saitama; 6 de junio de 1992) es una excantante y exactriz japonesa. Ganó reconocimiento cuando se unió a Hello! Project Kids, y más tarde se convirtió en vocalista principal del grupo femenino japonés Cute hasta su retiro en 2006.

## Carrera

### 2002-2005: Hello! Project Kids y ZYX
En 2002, Murakami audicionó para Hello! Project Kids con la canción "Pittari Shitai X'mas!" de Petitmoni. Su audición fue transmitida en el programa de variedades de Morning Musume Hello! Morning. La colocaron en el grupo con otras 14 niñas. Hizo su primera aparición en la película de 2002 Koinu Dan no Monogatari.
En 2003, Murakami se convirtió en miembro del subgrupo ZYX, junto con Mari Yaguchi de Morning Musume, Erika Umeda, Maimi Yajima, Saki Shimizu y Momoko Tsugunaga. Lanzaron su sencillo debut, "Iku ZYX! Fly High" el 6 de agosto de 2003, seguido de "Shiroi Tokyo" el 10 de diciembre de 2003.
Durante el verano de 2004, Murakami apareció en el vídeo musical de "Yokohama Shinkirou" de Maki Goto. Más tarde, en ese año, participó cantando "All for One & One for All!", un sencillo de colaboración lanzado por todos los artistas de Hello! Project bajo el nombre "HP All Stars". Murakami cantó la canción "Suki ni Naccha Ikenai Hito", con Reina Tanaka y Airi Suzuki.

### 2005-2006: Cute
En 2004, se creó Berryz Kobo con la intención de rotar a todos los miembros de Hello! Proyecto Kids para que tuvieran tiempo para ir a la escuela, pero la idea fue descartada más tarde, y las chicas restantes que no fueron elegidas fueron rebautizadas con el nombre de Cute el 11 de junio de 2005. Murakami se convirtió en una de las vocalistas principales de todos los sencillos independientes del grupo.
Murakami fue agrupada con Miki Fujimoto de Morning Musume y Miyabi Natsuyaki de Berryz Kobo para la subunidad Sexy Otonajan. Lanzaron la canción "Onna, Kanashii, Otona" el 22 de junio de 2005.
El 1 de noviembre de 2006, poco antes de que Cute hiciera su debut en un sello importante, Murakami dejó el grupo para centrarse en sus estudios. Tras la disolución de Cute en 2017, asistió a su último concierto.

### Trabajo de coreografía
Murakami participó en la coreografía del octavo sencillo de Musumen, "Shinsen! Ryūgūjō RENBO".

## Filmografía

### Películas
| Año  | Título                  | Papel        | Notas            |
| ---- | ----------------------- | ------------ | ---------------- |
| 2002 | Koinu Dan no Monogatari | Hitomi Ayada | Papel secundario |

### Televisión
| Año       | Título               | Papel                  | Difusión | Notas                                    |
| --------- | -------------------- | ---------------------- | -------- | ---------------------------------------- |
| 2002-2006 | Hello! Morning       | Ella misma             | TV Tokyo | Programa de variedades deMorning Musume  |
| 2002-2004 | Hello Kids           | Ella misma             | TV Tokyo | Programa de variedades de Minimoni       |
| 2003      | Little Hospital      | Aiko Murata            | TV Tokyo | Papel principal                          |
| 2005      | Musume Document 2005 | Ella misma             | TV Tokyo | Programa de variedades de Morning Musume |
| 2005-2006 | Musume Dokyu!        | Ella misma             | TV Tokyo | Programa de variedades de Morning Musume |
| 2005      | Takaramono           | Chihiro Takeda (joven) | GyaO     |                                          |

### Vídeos musicales
| Año  | Artista   | Canción              | Notas |
| ---- | --------- | -------------------- | ----- |
| 2004 | Maki Goto | "Yokohama Shinkirou" |       |

### Teatro
| Año  | Título      | Papel        | Notas                         |
| ---- | ----------- | ------------ | ----------------------------- |
| 2004 | Here's Love | Susan Walker | Reparto doble con Airi Suzuki |